# K-550 Aleksander Newski
K–550 Aleksander Newski (К-550 «Александр Невский») – rosyjski okręt podwodny czwartej generacji, typu Borei zdolny do przenoszenia 16 pocisków balistycznych klasy SLBM R-30 Buława.
Budowę okrętu rozpoczęto 19 marca 2004 roku, początkowo wodowanie planowano na 2009 rok, jednak ostatecznie z powodu braku "płynności" finansowej projektu nastąpiło to dopiero 2 grudnia 2010 roku. W dniu 14 grudnia 2010 roku, okręt został poddany uroczystej inspekcji dokonanej przez Władimira Putina, w październiku 2011 roku okręt rozpoczął pierwsze testy morskie. 
Nazwany został na cześć rosyjskiego świętego Aleksandra Newskiego. Szacunkowy koszt realizacji projektu wyniósł około 23 mld rubli (około 770 mln dolarów amerykańskich).
W czerwcu 2012 przedstawiciele okrętu podpisali umowę o współpracy z klubem hokejowym HK WMF Sankt Petersburg (jego nazwa pochodzi od akronimu WMF - Wojenno-Morskoj Fłot Rosyjska marynarka wojenna.
Podniesienie bandery nastąpiło 23 grudnia 2013. Podczas uroczystości dowódca rosyjskiej marynarki wojennej admirał Wiktor Czirkow odczytał rozkaz przydzielający okręt K-550 do służby w składzie 25 Dywizji Atomowych Okrętów Podwodnych Floty Oceanu Spokojnego z bazą w Zatoce Kraszeninnikowa (Wiluczyńsk). W kwietniu 2015 roku okręt wszedł do służby bojowej.